# Stara Ouchytsia
Stara Ouchytsia (ukrainien : Стара Ушиця, russe : Старая Ушица) est une commune urbaine de l'oblast de Khmelnytskyï, en Ukraine. Elle compte 1 927 habitants en 2025.